# مركز DO-IT
يقع مركز أفعلها (الإعاقات، والفرص، والترابط الشبكي، والتكنولوجيا) في جامعة واشنطن بمدينة سياتل، واشنطن. تأسس المركز عام 1992، وتتمثل مهمته في تعزيز مشاركة الأشخاص ذوي الإعاقة بنجاح في التعليم ما بعد الثانوي والوظائف، وفي مجالات العلوم والتكنولوجيا والهندسة والرياضيات (ستيم) والوظائف المهنية، وفي مجالات الحوسبة والوظائف المهنية في جميع أنحاء الولايات المتحدة. ويدير المركز برنامج آكسيس ستيم الوطني، ويشارك في إدارة تحالف آكسيس كوميوتينج الوطني الذي يركز على إشراك الأشخاص ذوي الإعاقة في مجالات الحوسبة.
المركز هو وحدة تابعة لخدمات التكنولوجيا المُيسّرة التابعة لجامعة واشنطن للتكنولوجيا، وهو ثمرة تعاون بين كلية الهندسة وكلية التربية وجامعة واشنطن للتكنولوجيا. يُقدّم التمويل الأساسي للمركز ومشاريعه من قِبل المؤسسة الوطنية للعلوم، وولاية واشنطن، ووزارة التعليم الأمريكية. يُعزّز المركز إمكانية الوصول والتصميم الشامل في بيئات التعلم والتعليم، بما في ذلك إمكانية الوصول إلى الويب، من خلال مركز التصميم الشامل في التعليم عبر الإنترنت، ومن خلال إنشاء وجمع وتوزيع المنشورات ومواد التدريب والدروس التعليمية ليستخدمها المعلمون وأعضاء هيئة التدريس في جميع أنحاء الولايات المتحدة.
يتعاون المركز مع المؤسسات والمنظمات الدولية لتكييف ممارساته وبرامجه للتطبيق الدولي. على سبيل المثال، تم تطبيق برنامج أفعلها سكولارز في اليابان تحت اسم أفعلها اليابان، وهو برنامج صيفي تستضيفه جامعة طوكيو. كما تستضيف كوريا الجنوبية، بقيادة جامعة سيول الوطنية وجامعة كوريا نازارين، برنامجًا دراسيًا صيفيًا مشابهًا بالتعاون مع مركز أفعلها.

## تاريخ
تأسس مركز أفعلها في جامعة واشنطن عام 1992 على يد الدكتورة شيريل بورغستالر بمنحة من المؤسسة الوطنية للعلوم. ومنذ إنشائه، كانت مهمة المركز تعزيز المشاركة الناجحة للأشخاص ذوي الإعاقة في التعليم ما بعد الثانوي والوظائف على المستويات المحلية والإقليمية والوطنية (داخل الولايات المتحدة) والدولية.
في عام 1992، وبتمويل من مؤسسة العلوم الوطنية، أطلقت منظمة أفعلها أول برنامج لعلماء أفعلها. وفي عام 1999، موّل مكتب التعليم ما بعد الثانوي التابع لوزارة التعليم الأمريكية مشروع أفعلها بروف، الذي أنشأ مواد التطوير المهني ودرب أعضاء هيئة التدريس والإداريين الأكاديميين في الولايات المتحدة على إدماج الطلاب ذوي الإعاقة بشكل أكثر شمولاً في دوراتهم. وفي عام 2005، موّل مكتب التعليم ما بعد الثانوي ومؤسسة العلوم الوطنية مشروع آكسيس كوليج التابع لمنظمة أفعلها. عمل موظفو آكسيس كوليج مع فريق من أعضاء هيئة التدريس والإداريين يمثلون ثلاثة وعشرين مؤسسة لمدة عامين وأربعة أعوام في الولايات المتحدة؛ وتضمن المشروع إنشاء مركز التصميم الشامل في التعليم على شبكة الإنترنت، ونشر كتاب التصميم الشامل في التعليم العالي: من المبادئ إلى الممارسة، ودليل التدريب بناء القدرات لمؤسسة ما بعد الثانوية الترحيبية والتي يسهل الوصول إليها.

## البرامج
في عام 2006، وبتمويل من مؤسسة العلوم الوطنية، أقام مركز أفعلها شراكة مع قسم علوم وهندسة الحاسوب بجامعة واشنطن لإطلاق تحالف آكسيس كوميوتينج، وهو برنامج على مستوى البلاد لزيادة مشاركة الأشخاص ذوي الإعاقة في مجالات الحوسبة. في عام 2006، شمل شركاء  آكسيس كوميوتينج جامعة جالوديت في واشنطن العاصمة، ومايكروسوفت، والتحالفات الإقليمية التابعة لمؤسسة العلوم الوطنية للأشخاص ذوي الإعاقة في العلوم والتكنولوجيا والهندسة والرياضيات (التي تستضيفها جامعة جنوب مين، وجامعة ولاية نيو مكسيكو، وجامعة واشنطن)، ومجموعة الاهتمامات الخاصة للحوسبة التي يمكن الوصول إليها التابعة لشركة الآلات الحاسوبية الأمريكية. اعتبارًا من عام 2013، دخلت 32 مؤسسة ومنظمة ما بعد الثانوية في شراكة مع آكسيس كومبيوتينج. يوفر البرنامج برامج بحثية صيفية وفرص تدريب مفتوحة لجميع الطلاب الأمريكيين.
تركز برامج مركز أفعلها على مفهوم تحديد "المنعطفات الحرجة" التي يواجهها الطلاب ذوو الإعاقة في طريقهم إلى التعليم ما بعد الثانوي والوظائف، وتوفير الموارد والمشاريع والبرامج لمساعدة الطلاب على التنقل بنجاح في هذه المنعطفات الحرجة (على سبيل المثال، مشاريع لتطوير اهتمامات العلوم والتكنولوجيا والهندسة والرياضيات لدى الطلاب ذوي الإعاقة في "المنعطف الحرج" بين المدرسة الثانوية والانتقال إلى مؤسسة ما بعد الثانوية لمدة أربع أو عامين). تشمل برامج أفعلها للطلاب آكسيس كوميوتينج وآكسيس ستيم وبرنامج أفعلها سكولارز (لطلاب ولاية واشنطن) وأنشطة التحضير لما بعد الثانوية، والخبرات القائمة على العمل والتدريب الداخلي.

## برامج للطلاب ذوي الإعاقة
يخدم المركز الطلاب ذوي مجموعة واسعة من الإعاقات، بما في ذلك (على سبيل المثال لا الحصر):
- العمى، وضعف البصر، وعمى الألوان.
- الإعاقات الجسدية.
- الإعاقات المعرفية.
- صعوبات التعلم.
- الصمم وضعف السمع.
- إصابة دماغية رضية.
- اضطرابات عقلية.

يُدير مركز أفعلها عددًا من البرامج للطلاب ذوي الإعاقة. تشمل هذه البرامج برنامج آكسيس كوميبوتينج الوطني، وبرنامج آكسيس ستيم الوطني، وبرنامج أفعلها سكولارز لسكان ولاية واشنطن، وأنشطة مع مرشدين، وتجارب تعلم عملية، وتدريبًا عمليًا.
يصف مركز أفعلها برامجه بأنها تساعد الطلاب ذوي الإعاقة:
- المرور عبر "المنعطفات الحرجة" في طريقهم إلى الحصول على درجات ما بعد الثانوية والوظائف.
- تطوير مهارات تقرير المصير والدفاع عن النفس والاستعداد للعمل في مرحلة التعليم ما بعد الثانوي.
- تعلم كيفية اختيار واستخدام التكنولوجيا المساعدة، وبرامج التطبيقات، وموارد الإنترنت.
- التواصل مع الأقران والموجهين البالغين.
- اكتساب المعرفة اللازمة للدخول والنجاح في التعليم ما بعد الثانوي.

يوفر موقع مركز أفعلها الإلكتروني موارد إلكترونية للطلاب ذوي الإعاقة وأولياء أمورهم والمعلمين وأصحاب العمل والمتخصصين في التكنولوجيا. تشمل هذه الموارد قاعدة معارف أفعلها، وهي قاعدة بيانات إلكترونية شاملة وقابلة للبحث، تضم مقالات ودراسات حالة وممارسات واعدة تتعلق بإمكانية الوصول إلى التكنولوجيا، والتعليم ما بعد الثانوي، والدراسات العليا، والوظائف. كما تشمل موارد أفعلها الأخرى معلومات حول التكنولوجيا المساعدة، والمساعدات المالية، وموارد للمحاربين القدامى.

## مركز التصميم الشامل في التعليم
يقوم مركز التصميم الشامل في التعليم عبر الإنترنت، والذي تديره أفعلها وأُنشئ في عام 2005، بتطوير وجمع الموارد القائمة على الويب لمساعدة المعلمين في الولايات المتحدة والعالم على تطبيق التصميم الشامل على جميع جوانب التعليم، بما في ذلك تطبيق مبادئ التصميم الشامل للتعليم والتصميم الشامل للتعلم على التعليم، وتطبيق التصميم الشامل على خدمات الطلاب وتكنولوجيا المعلومات والمساحات المادية.
يتم تمويل من خلال المنح المقدمة من وزارة التعليم الأمريكية والمؤسسة الوطنية للعلوم.

## موارد أفعلها للمعلمين وأعضاء هيئة التدريس
يقدم مركز أفعلها معلوماتٍ ومواردَ ومواد تدريبية ودروسًا تعليميةً شاملةً للمعلمين وأعضاء هيئة التدريس وغيرهم من المهتمين بإمكانية الوصول وتعزيز مشاركة الطلاب ذوي الإعاقة في التعليم ما بعد الثانوي. تتناول المقالات والمواد التدريبية والدروس التعليمية مجموعةً واسعةً من قضايا إمكانية الوصول، بما في ذلك:
- التصميم العالمي.
- التصميم الشامل للتعليم.
- إمكانية الوصول.
- التكنولوجيا المساعدة.
- تصميم ويب سهل الوصول إليه.
- إمكانية الوصول في التعلم عن بعد.
- إمكانية الوصول إلى مناهج العلوم والتكنولوجيا والهندسة والرياضيات (ستيم)، والفصول الدراسية، والمختبرات، والوظائف.
- استراتيجيات الإقامة.
- طرق متعددة الوسائط لعرض المواد الدراسية.
- مجموعة متنوعة من أساليب التعلم (على سبيل المثال السمعي، البصري، الحركي، التجريبي، أو مزيج من الأساليب).
- ممارسات قائمة على الأدلة لزيادة مشاركة الطلاب ذوي الإعاقة.

## تأثير
تشير دراسة الانتقال الطولي التي أجراها مركز أفعلها إلى نتائج إيجابية للطلاب ذوي الإعاقة الذين يشاركون في برامج أفعلها، بما في ذلك مشاركة أكبر من المتوسط الوطني في مجالات العلوم والتكنولوجيا والهندسة والرياضيات. حقق المشاركون في أفعلها ألتس معدل إكمال للمرحلة الثانوية بنسبة 100% مقارنة بمعدل إكمال للمرحلة الثانوية بنسبة 70% للشباب ذوي الإعاقة الذي أبلغت عنه دراسة الانتقال الطولي الوطنية الثانية.
منذ عام 1992، تضمنت برامج المركز للمعلمين وأعضاء هيئة التدريس، والتي تشمل أفعلها بروف، وأفعلها آدمن، وآكسيس كوليج، ما يلي:
- قدم أكثر من 1000 جلسة تدريبية لأكثر من 25000 عضو هيئة تدريس ومدير ومساعد تدريس في الولايات المتحدة لمساعدتهم على تطبيق التصميم الشامل على التعليم واستيعاب الطلاب ذوي الإعاقة.
- توزيع أكثر من 400 ألف منشور ومقطع فيديو يتعلق بالتصميم الشامل للتعليم واستيعاب الطلاب ذوي الإعاقة.
- أفاد بزيادة في الدرجات للطلاب ذوي الإعاقة في الدورات التي يدرسها أعضاء هيئة التدريس المدربون في إطار برنامج آكسيس كوليج، مقارنة بالطلاب ذوي الإعاقة الذين يدرسهم نفس أعضاء هيئة التدريس قبل التدريب والطلاب ذوي الإعاقة في دورات مماثلة يدرسها أعضاء هيئة التدريس غير المدربين.[12]

يدعم برنامج آكسيس كوميوتينج التدريب والتعلم التجريبي وأنشطة أخرى متعلقة بالحوسبة وتكنولوجيا المعلومات للطلاب ذوي الإعاقة في جميع أنحاء الولايات المتحدة. بين عامي 2006 و2013، منحت وزارة تكنولوجيا المعلومات 63 منحة صغيرة لبرنامج آكسيس كوميوتينج. من أمثلة هذه المنح توفير التمويل لما يلي:
- شراء برامج تعليمية ومنتجات تكنولوجية تكيفية لأكاديمية محو الأمية الحاسوبية للأطفال بجامعة أوبورن.[13]
- فعاليات ومؤتمرات التدريب والتوعية بإمكانية الوصول في جامعة ويسكونسن ماديسون.[14]
- أنشطة البحث وورش العمل في معهد لاند مارك كوليدج للأبحاث والتدريب في لاند مارك كوليدج.[15]
- برنامج توجيهي إضافي للطلاب الجدد ذوي الإعاقة في جامعة مينيسوتا دولوث في عام 2006 وبرنامج التوجيه المسبق "الاستعداد للنجاح" في معهد روتشستر للتكنولوجيا للطلاب في السنة الأولى المصابين باضطرابات طيف التوحد.[16]
- حدث توسيع الوصول إلى الحوسبة لعام 2009: التدريس والتصميم لجميع القدرات، بقيادة تحالف الكومنولث لتعليم تكنولوجيا المعلومات والذي أقيم بالاشتراك مع قمة ستيم في ماساتشوستس.[17]

## الجوائز
تشمل الجوائز المقدمة لمركز أفعلها ما يلي:
- جائزة البنية التحتية الوطنية للمعلومات في التعليم لعام 1995.
- جائزة الرئيس لعام 1997 للتميز في الإرشاد في العلوم والرياضيات والهندسة.[18]
- 1999 جائزة كي سي تي أس التفاحة الذهبية للتميز في التعليم.[19]
- جائزة تقديرية من جمعية التعليم العالي والإعاقة (أمامنا) لعام 2001 للأعمال المتميزة للطلاب ذوي الإعاقة.
- جائزة روبرت جرينبرج للابتكار لعام 2007 لفرص العمل للطلاب ذوي الإعاقة.[20]
- جائزة هاكوهو لعام 2011 للمعلمين والمنظمات المتميزة وجائزة الحوافز لوزير التعليم والثقافة والرياضة والعلوم والتكنولوجيا (اليابان) - تم تقديمها بالتزامن مع أفعلها اليابان.[21]

## روابط خارجية
- موقع مركز DO-IT.